# Weed (Nuevo México)
Weed es un lugar designado por el censo ubicado en el condado de Otero en el estado estadounidense de Nuevo México. En el Censo de 2010 tenía una población de 63 habitantes y una densidad poblacional de 2,71 personas por km².

## Geografía
Weed se encuentra ubicado en las coordenadas 32°47′49″N 105°31′52″O / 32.79694, -105.53111. Según la Oficina del Censo de los Estados Unidos, Weed tiene una superficie total de 23.27 km², de la cual 23.26 km² corresponden a tierra firme y (0.04%) 0.01 km² es agua.

## Demografía
Según el censo de 2010, había 63 personas residiendo en Weed. La densidad de población era de 2,71 hab./km². De los 63 habitantes, Weed estaba compuesto por el 95.24% blancos, el 1.59% eran afroamericanos, el 0% eran amerindios, el 1.59% eran asiáticos, el 0% eran isleños del Pacífico, el 0% eran de otras razas y el 1.59% pertenecían a dos o más razas. Del total de la población el 0% eran hispanos o latinos de cualquier raza.